# Theodor-Lessing-Haus

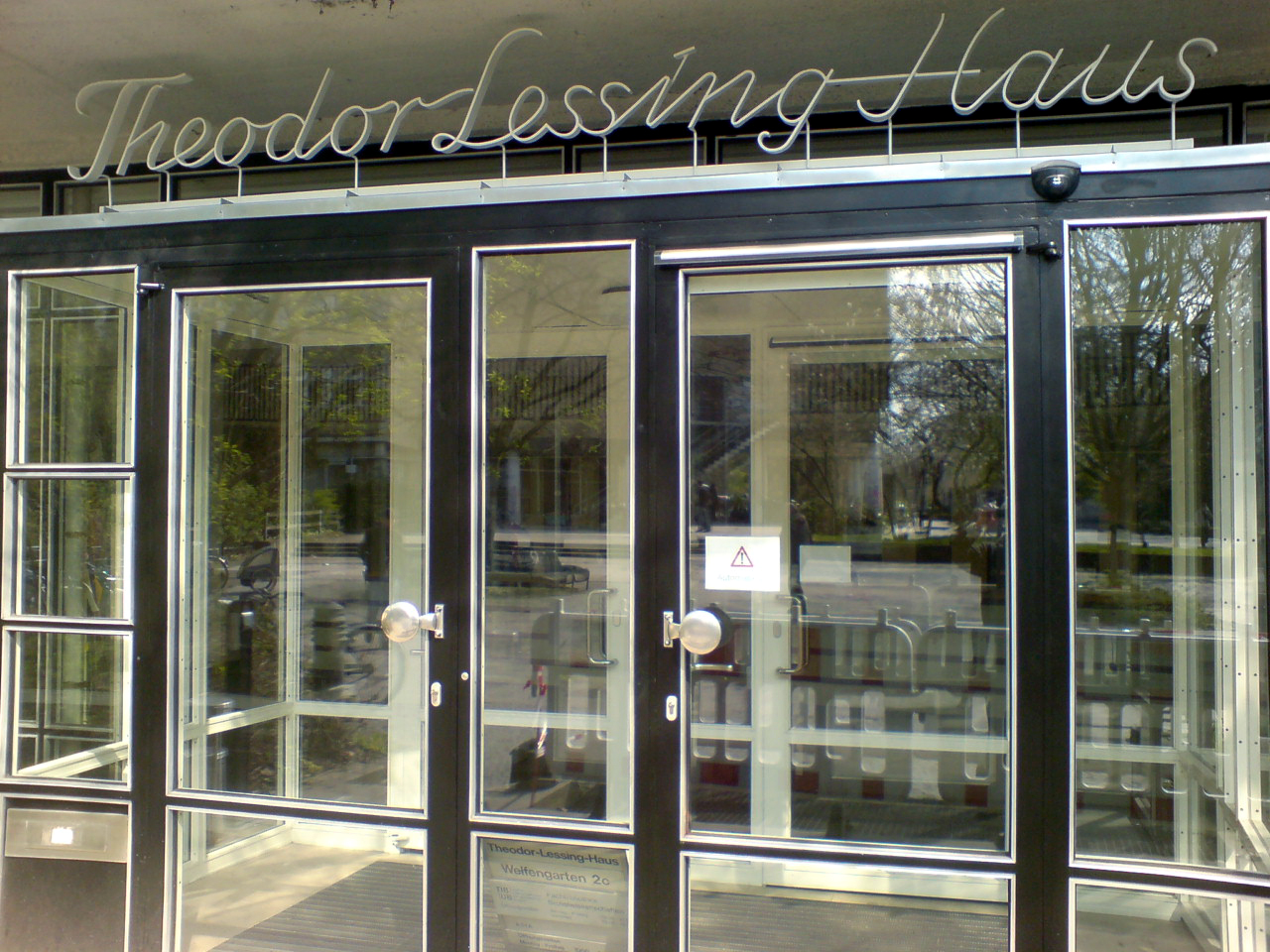
Schriftzug über dem Haupteingang des Theodor-Lessing-Hauses

Das Theodor-Lessing-Haus in Hannover ist ein Gebäude der Gottfried Wilhelm Leibniz Universität Hannover. In dem denkmalgeschützten Haus ist unter anderem die Fach-Bibliothek Sozialwissenschaften (FBS) als Teil der Universitätsbibliothek untergebracht. Standort ist der Welfengarten 2C im Stadtteil Nordstadt.

## Geschichte

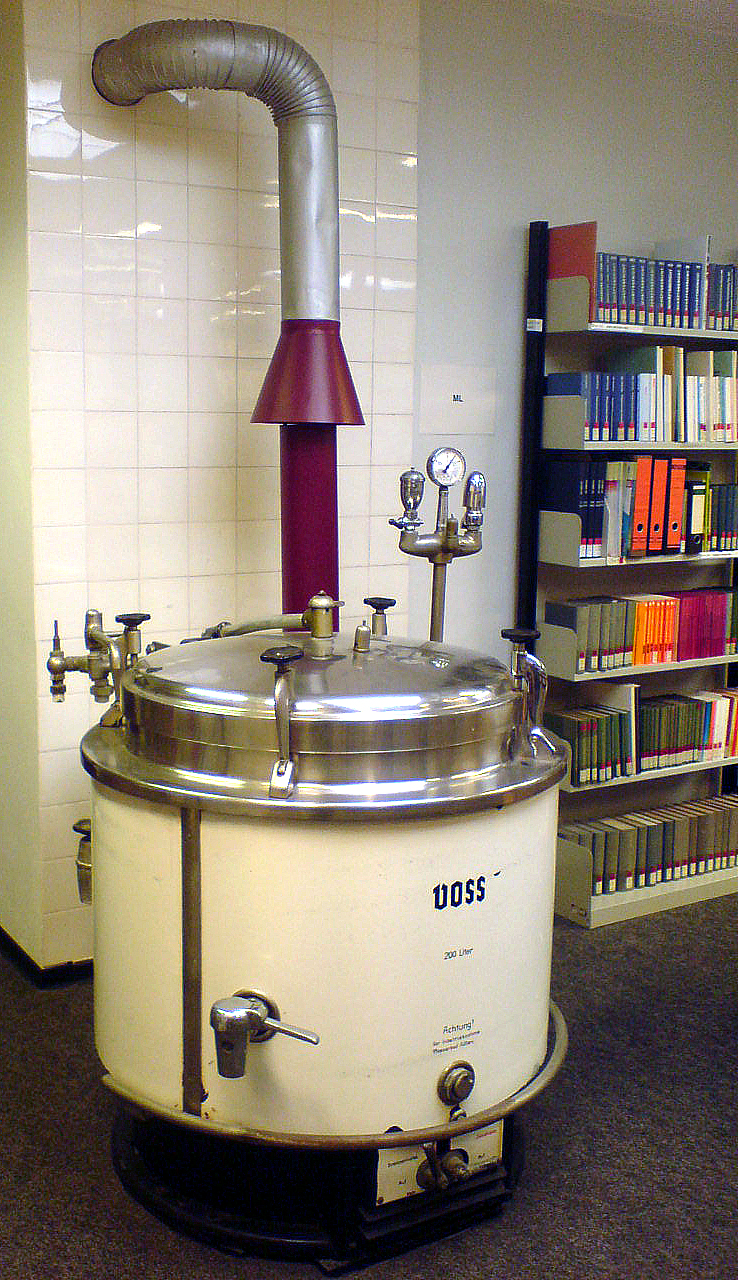
200 Liter Dampfkochtopf mit Ofenrohr der ehemaligen Mensa der Uni, heute Teil der Universitätsbibliothek

Das Gebäude wurde in den Wiederaufbaujahren 1951 bis 1953 als erste der Neubauplanungen der Universität im Welfengarten realisiert. Der Architekt Paul Wolters plante das Gebäude im Stil der 1950er Jahre mit hoher Glasfassade zum Park ursprünglich als Studentenheim mit Gemeinschaftsräumen und Hauptmensa. und wurde dafür 1952 mit der Laves-Plakette ausgezeichnet.
1953 konnte die alte Mensa, die seit dem Ersten Weltkrieg im Marstall beim Welfenschloss untergebracht war, in das neue Gebäude umziehen.
1982 wurde das Haus als eines der ersten der im Stil der 1950er Jahre errichteten Gebäude in Hannover denkmalpflegerisch restauriert. Im Jahr darauf beschloss der Senat der Universität Hannover 1983 anlässlich des 50. Jahrestages der Ermordung von Theodor Lessing die Umbenennung in Theodor-Lessing-Haus.